# Greenhills
Greenhills és una població dels Estats Units a l'estat d'Ohio. Segons el cens del 2000 tenia 4.103 habitants.

## Demografia
Segons el cens del 2000, Greenhills tenia 4.103 habitants, 1.639 habitatges, i 1.124 famílies. La densitat de població era de 1.287,9 habitants/km².
Dels 1.639 habitatges en un 34,5% hi vivien nens de menys de 18 anys, en un 50,3% hi vivien parelles casades, en un 14,2% dones solteres, i en un 31,4% no eren unitats familiars. En el 27% dels habitatges hi vivien persones soles el 8,5% de les quals corresponia a persones de 65 anys o més que vivien soles. El nombre mitjà de persones vivint en cada habitatge era de 2,45 i el nombre mitjà de persones que vivien en cada família era de 2,98.
Per edats la població es repartia de la següent manera: un 26,2% tenia menys de 18 anys, un 7,4% entre 18 i 24, un 31,6% entre 25 i 44, un 19,1% de 45 a 60 i un 15,6% 65 anys o més.
L'edat mediana era de 36 anys. Per cada 100 dones de 18 o més anys hi havia 83,7 homes.
La renda mediana per habitatge era de 44.886 $ i la renda mediana per família de 54.375 $. Els homes tenien una renda mediana de 37.188 $ mentre que les dones 30.500 $. La renda per capita de la població era de 23.240 $. Aproximadament el 2,3% de les famílies i el 3,8% de la població estaven per davall del llindar de pobresa.

## Poblacions més properes
El següent diagrama mostra les poblacions més properes.